# ران مودی
ران مودی (انگلیسی: Ron Moody؛ زاده ۸ ژانویهٔ ۱۹۲۴ – درگذشته ۱۱ ژوئن ۲۰۱۵) یک هنرپیشه اهل بریتانیا بود. وی از ۱۹۵۳ تا سال ۲۰۱۵ مشغول فعالیت بود.
مودی در ۱۱ ژوئن ۲۰۱۵ در ۹۱ سالگی درگذشت.
او در فیلم اشتباه درست است بازی کرده‌است.